# Cryptoblepharus adamsi
Cryptoblepharus adamsi (змієокий сцинк Адамса) — вид сцинкоподібних ящірок родини сцинкових (Scincidae). Ендемік Австралії. Вид названий на честь австралійського герпетолога Марка Адамса.

## Поширення і екологія
Змієокі сцинки Адамса широко поширені на північному сході Квінсленду. Вони живуть у вологих саванах, де трапляються на деревах та на стінах будинків. Відкладають яйця.